# Tom Price (amerikansk politiker)
Thomas E. "Tom" Price, född 8 oktober 1954 i Lansing, Michigan, är en amerikansk läkare och republikansk politiker. Price representerade delstaten Georgias sjätte distrikt i USA:s representanthus mellan åren 2005 och 2017. Under 2017 var Price USA:s hälsominister i Trumps kabinett.

## Karriär
Price studerade vid University of Michigan. Han avlade kandidatexamen 1976 och läkarexamen 1979. Efter studierna arbetade han som läkare i Georgia.
Price var ledamot av Georgias senat mellan åren 1997 och 2004. Price efterträdde Johnny Isakson i representanthuset den 3 januari 2005.
Den 29 november 2016 meddelade USA:s nästa president Donald Trump att han nominera Price som hälsominister i sitt kabinett som tillträder den 20 januari 2017. Nomineringen av Price godkändes i USA:s senat den 10 februari 2017 och samma dag svors Price in som USA:s hälsominister. Den 29 september 2017, avgick han som chef för USA:s hälso- och socialdepartement efter kritik av hans användning av privata privilegium och militära flygplan för resor. I slutet av 2017 ersattes Price med Alex Azar.